# Csendőrségi palota (Makó)
A Csendőrségi palota épülete Makón áll; 1929-ben építették neobarokk stílusban. Jelenleg a Galamb József Szakképző Iskola működik benne.
Laktanyának és csendőriskolának épült állami beruházás keretében. 1949. március 1. és 1954. szeptember között a Makói Tűzoltó Tanosztály (későbbi nevén Makói József Attila Tűzoltóképző Iskolaparancsnokság) működött benne. 1954 őszétől a Galamb József Szakképző Iskola használja, ami 2007. augusztus 1-je óta a Csongrád Megyei Önkormányzat Közgyűlésének rendelete alapján a Makói Oktatási Központ, Szakképző Iskola és Kollégium része.
Az épület tervezője Halasy Géza budapesti építész volt, a kivitelezést Tóth Imre és Littke Kázmér szintén fővárosi vállalkozók végezték. Az U alaprajzú épület faltükre teljesen sima, változatosságot csak a rizalitok és a mozgalmas megjelenésű nyílászárók biztosítanak. Az ablakok elrendezése szimmetrikus: a két szárnyon egy, majd három található, míg a középső részen hat. A kopár földszinti részt övpárkány választja el az emelet szintjeitől. Az ablakkeretek szemöldökei szintenként egyre ékesebbek, gazdagabban díszítettek. A középrizalitra a főpárkány félköríves kialakítása és manzárdtető irányítja a figyelmet. A csendőrségi palota kéttraktusos, középfolyosóval ellátott.